# CONSUR Women’s Sevens 2017 (listopad)
CONSUR Women’s Sevens 2017 – czternaste mistrzostwa strefy CONSUR w rugby 7 kobiet, oficjalne międzynarodowe zawody rugby 7 o randze mistrzostw kontynentu organizowane przez Sudamérica Rugby mające na celu wyłonienie najlepszej żeńskiej reprezentacji narodowej w tej dyscyplinie sportu w strefie SR, które odbyły się w ramach dorocznego Torneo Valentín Martínez w dniach 10–11 listopada 2017 roku na boiskach Carrasco Polo Club w Montevideo. Turniej służył również jako kwalifikacje kobiet do Pucharu Świata 2018.

## Informacje ogólne
Były to drugie w tym roku kontynentalne zawody żeńskich reprezentacji w rugby 7. Pierwotnie zawody miały zostać rozegrane w ośmiozespołowej obsadzie, jednak nie pojawiły się reprezentacje Kolumbii i Wenezueli, zaś udział w nich wzięła Kostaryka. Ostatecznie zatem siedem reprezentacji – rozstawionych według wyników osiągniętych w CONSUR Women’s Sevens 2017 – rywalizowało w ciągu dwóch meczowych dni systemem kołowym o prawo gry w Pucharze Świata 2018, będąc jednocześnie kwalifikacją do udziału w zawodach z cyklu World Rugby Women’s Sevens Series. Zawody były transmitowane w Internecie.
Faworyzowana reprezentacja Brazylii przeszła przez turniej z kompletem zwycięstw pozwalając rywalkom jedynie na trzy przyłożenia i awansowała tym samym do turnieju finałowego Pucharu Świata 2018, do kanadyjskich zawodów rozgrywanych w ramach obecnej edycji WSS oraz wraz z Argentynkami do turnieju kwalifikacyjnego do kolejnego sezonu. Najlepszą zawodniczką została wybrana Sofía González.

## Mecze
| 10 listopada 2017 | Urugwaj | 20:7 | Chile | Carrasco Polo Club, Montevideo |
| 10 listopada 2017 |         | 20:7 |       | Carrasco Polo Club, Montevideo |

| 10 listopada 2017 | Kostaryka | 0:34 | Paragwaj | Carrasco Polo Club, Montevideo |
| 10 listopada 2017 |           | 0:34 |          | Carrasco Polo Club, Montevideo |

| 10 listopada 2017 | Brazylia | 34:0 | Peru | Carrasco Polo Club, Montevideo |
| 10 listopada 2017 |          | 34:0 |      | Carrasco Polo Club, Montevideo |

| 10 listopada 2017 | Paragwaj | 27:15 | Urugwaj | Carrasco Polo Club, Montevideo |
| 10 listopada 2017 |          | 27:15 |         | Carrasco Polo Club, Montevideo |

| 10 listopada 2017 | Chile | 0:55 | Argentyna | Carrasco Polo Club, Montevideo |
| 10 listopada 2017 |       | 0:55 |           | Carrasco Polo Club, Montevideo |

| 10 listopada 2017 | Brazylia | 60:0 | Kostaryka | Carrasco Polo Club, Montevideo |
| 10 listopada 2017 |          | 60:0 |           | Carrasco Polo Club, Montevideo |

| 10 listopada 2017 | Paragwaj | 14:19 | Peru | Carrasco Polo Club, Montevideo |
| 10 listopada 2017 |          | 14:19 |      | Carrasco Polo Club, Montevideo |

| 10 listopada 2017 | Argentyna | 41:0 | Kostaryka | Carrasco Polo Club, Montevideo |
| 10 listopada 2017 |           | 41:0 |           | Carrasco Polo Club, Montevideo |

| 10 listopada 2017 | Brazylia | 55:0 | Chile | Carrasco Polo Club, Montevideo |
| 10 listopada 2017 |          | 55:0 |       | Carrasco Polo Club, Montevideo |

| 10 listopada 2017 | Argentyna | 36:5 | Peru | Carrasco Polo Club, Montevideo |
| 10 listopada 2017 |           | 36:5 |      | Carrasco Polo Club, Montevideo |

| 10 listopada 2017 | Urugwaj | 22:0 | Kostaryka | Carrasco Polo Club, Montevideo |
| 10 listopada 2017 |         | 22:0 |           | Carrasco Polo Club, Montevideo |

| 11 listopada 2017 | Chile | 5:24 | Peru | Carrasco Polo Club, Montevideo |
| 11 listopada 2017 |       | 5:24 |      | Carrasco Polo Club, Montevideo |

| 11 listopada 2017 | Argentyna | 19:5 | Paragwaj | Carrasco Polo Club, Montevideo |
| 11 listopada 2017 |           | 19:5 |          | Carrasco Polo Club, Montevideo |

| 11 listopada 2017 | Brazylia | 38:0 | Urugwaj | Carrasco Polo Club, Montevideo |
| 11 listopada 2017 |          | 38:0 |         | Carrasco Polo Club, Montevideo |

| 11 listopada 2017 | Peru | 17:10 | Kostaryka | Carrasco Polo Club, Montevideo |
| 11 listopada 2017 |      | 17:10 |           | Carrasco Polo Club, Montevideo |

| 11 listopada 2017 | Brazylia | 36:5 | Paragwaj | Carrasco Polo Club, Montevideo |
| 11 listopada 2017 |          | 36:5 |          | Carrasco Polo Club, Montevideo |

| 11 listopada 2017 | Argentyna | 36:0 | Urugwaj | Carrasco Polo Club, Montevideo |
| 11 listopada 2017 |           | 36:0 |         | Carrasco Polo Club, Montevideo |

| 11 listopada 2017 | Chile | 19:0 | Kostaryka | Carrasco Polo Club, Montevideo |
| 11 listopada 2017 |       | 19:0 |           | Carrasco Polo Club, Montevideo |

| 11 listopada 2017 | Peru | 10:5 | Urugwaj | Carrasco Polo Club, Montevideo |
| 11 listopada 2017 |      | 10:5 |         | Carrasco Polo Club, Montevideo |

| 11 listopada 2017 | Paragwaj | 46:0 | Chile | Carrasco Polo Club, Montevideo |
| 11 listopada 2017 |          | 46:0 |       | Carrasco Polo Club, Montevideo |

| 11 listopada 2017 | Brazylia | 22:12 | Argentyna | Carrasco Polo Club, Montevideo |
| 11 listopada 2017 |          | 22:12 |           | Carrasco Polo Club, Montevideo |